# Claude-Abram Du Pasquier
Pour les articles homonymes, voir Du Pasquier.
Claude-Abram Du Pasquier (ou DuPasquier), né le 21 décembre 1717 à Fleurier et mort le 29 décembre 1783  à Cortaillod, est l'un des premiers industriels et une figure de l'histoire des indiennes de coton en Europe.

## Biographie
Fils de Pierre Du Pasquier, notaire, il apprend la fabrication des toiles peintes en Allemagne du Sud et devient chef de fabrication dans la manufacture de Jean-Jacques Deluze en 1742, au hameau du Bied, près du lac de Neuchâtel. 
En 1752, avec Jean-Jacques Bovet, il crée la Fabrique-Neuve de Cortaillod dont la direction l'occupe jusqu'à sa mort. 